# クラッカー (食品)

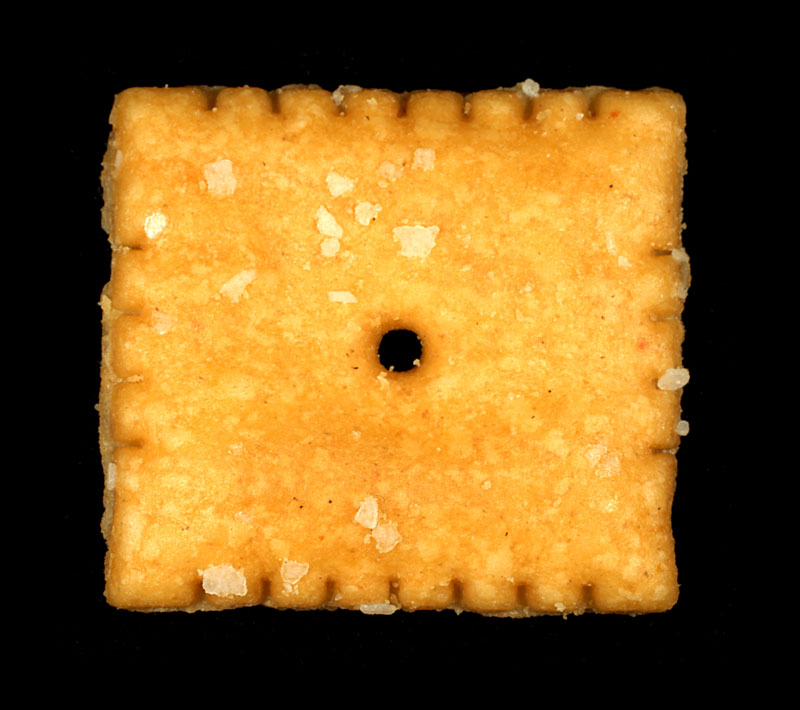
クラッカー

クラッカー (cracker) はアメリカ英語では、塩味の、パリパリとした食感のビスケットの総称。

## 概要
生地に、砂糖を加えずあるいはほとんど加えず、塩味だけ加え、パリパリとした食感になるように焼いたビスケットの総称である。砂糖類を加え甘みの強いビスケットであるクッキーに対するものという位置づけである。
膨化食品の一種。
本場の欧米では、主に日常的に、ディップにつけたりトッピングを載せるなどして軽食や間食などで食される。やはりトッピング類を載せて、ワインなどを飲む際のおつまみとしても使われる。
なお、クラッカーとチーズ（やクリーム類、クリームチーズ類）との組み合わせは定番中の定番である（なお、定番なので、最初からクラッカーとチーズを組み合わせて個包装した商品も販売されている）。
他には、スモークサーモン、えびサラダ、ツナサラダといったところが美味な組み合わせとして知られている。
機内食の軽食として提供されることもある。
また、もともとビスケット類は古代から保存食や携行食として作られてきた歴史を持つものだが、クラッカーが登場した18世紀末もやはり軍隊の携行食として使われ、今でも、他の食材と併せて携行して携行食として使われることがある。

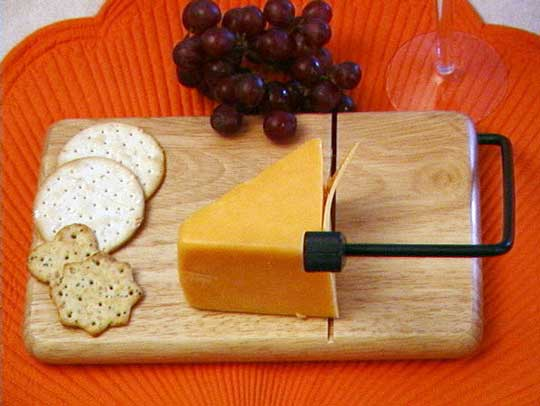
クラッカーとチーズの組み合わせ
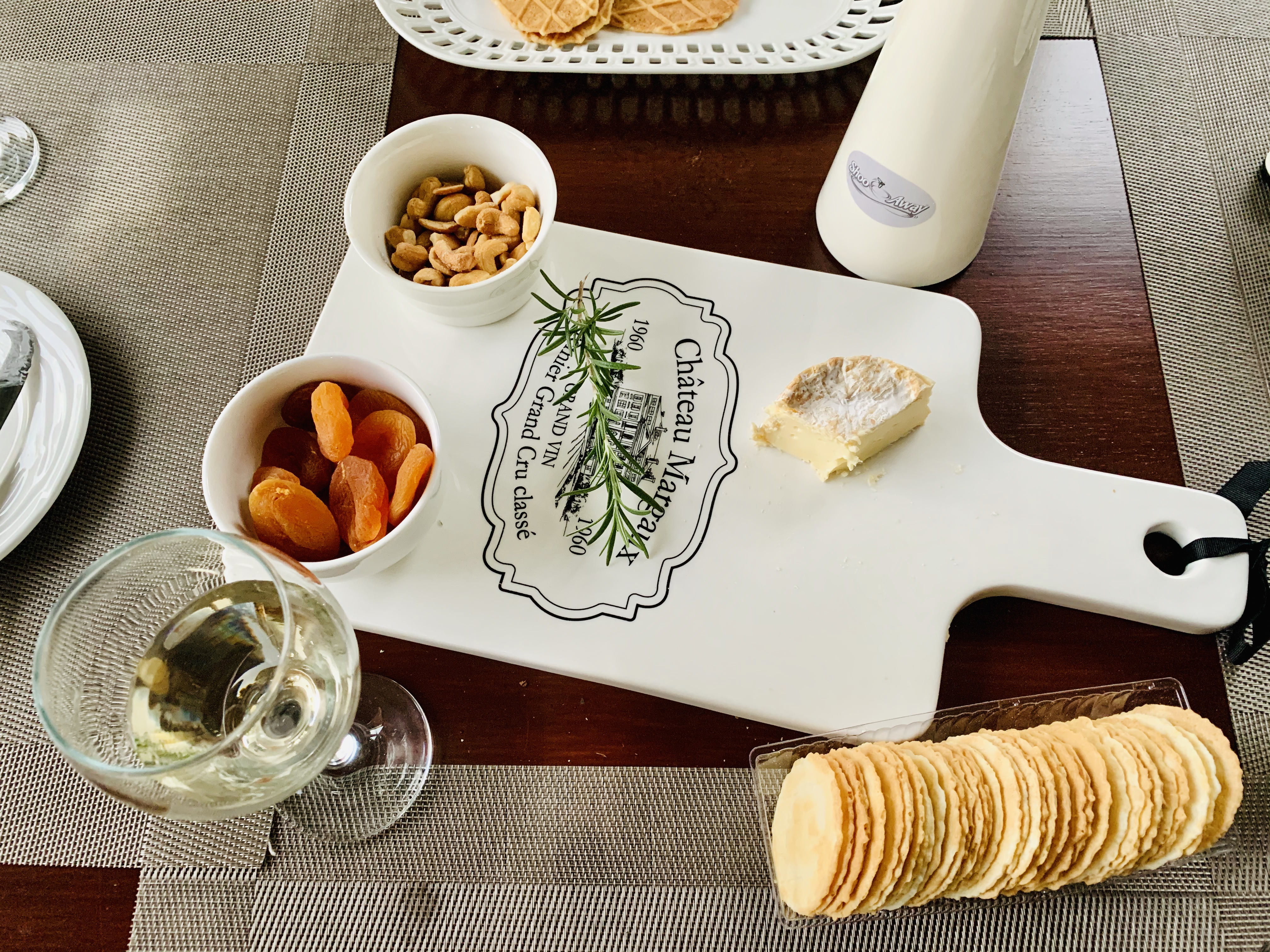
ワインを飲む際にフランス産のチーズなどを載せて
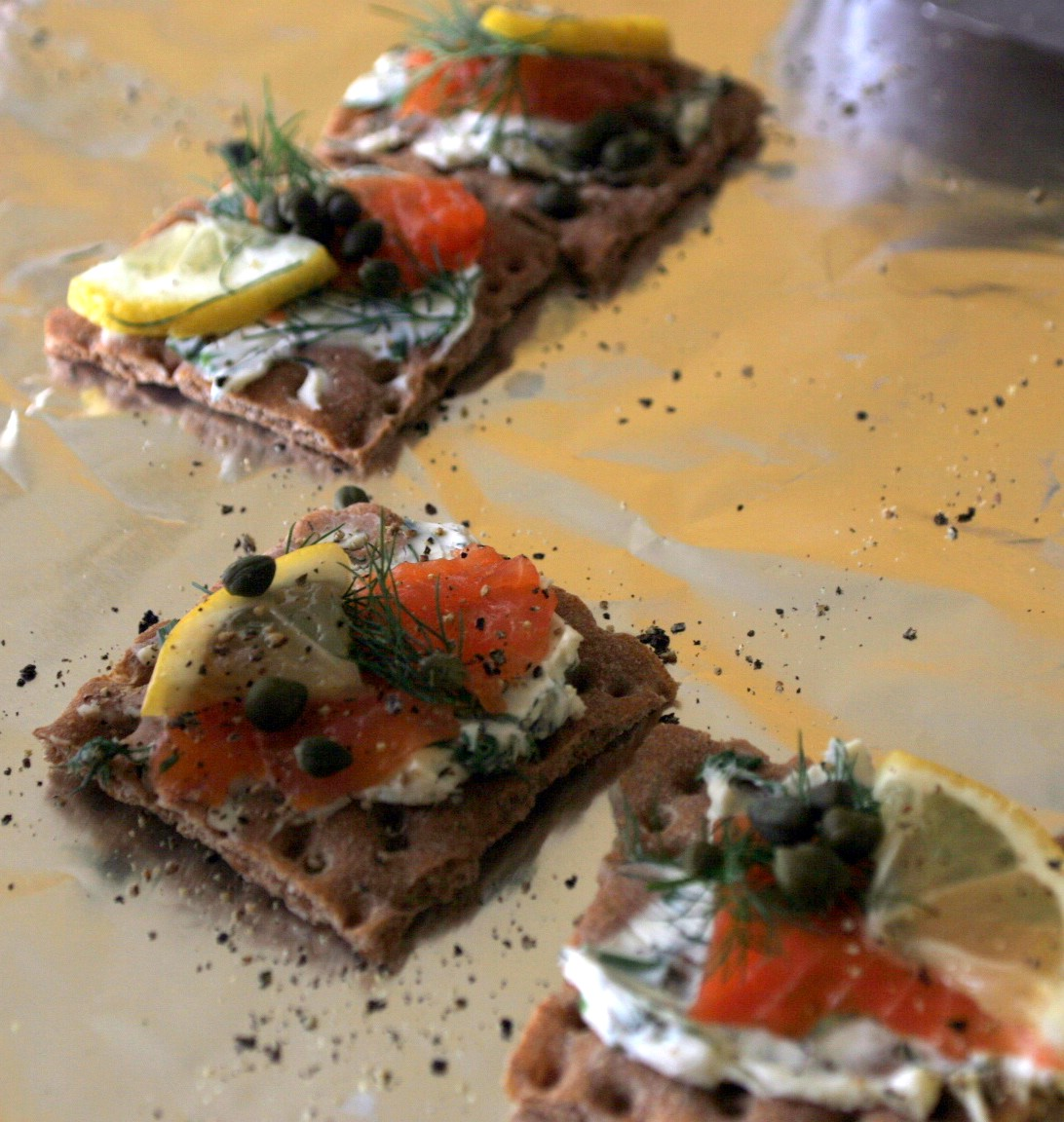
肉や魚、レモンやペッパーも載せて
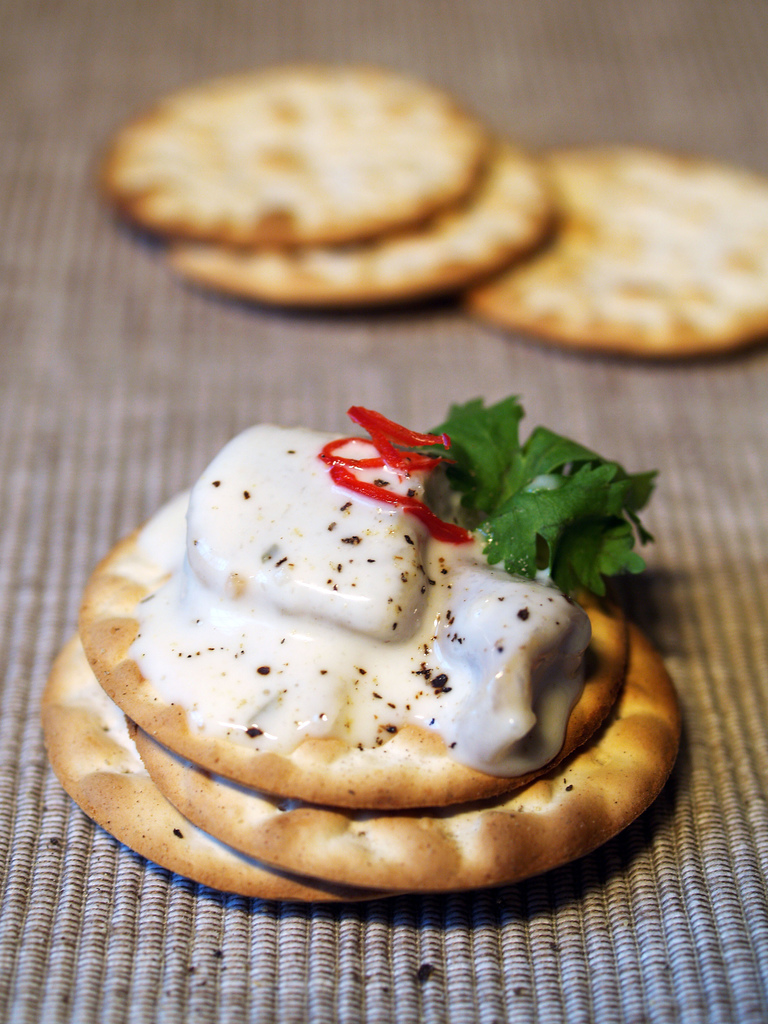
ヘリングを載せソースをかけたクラッカー
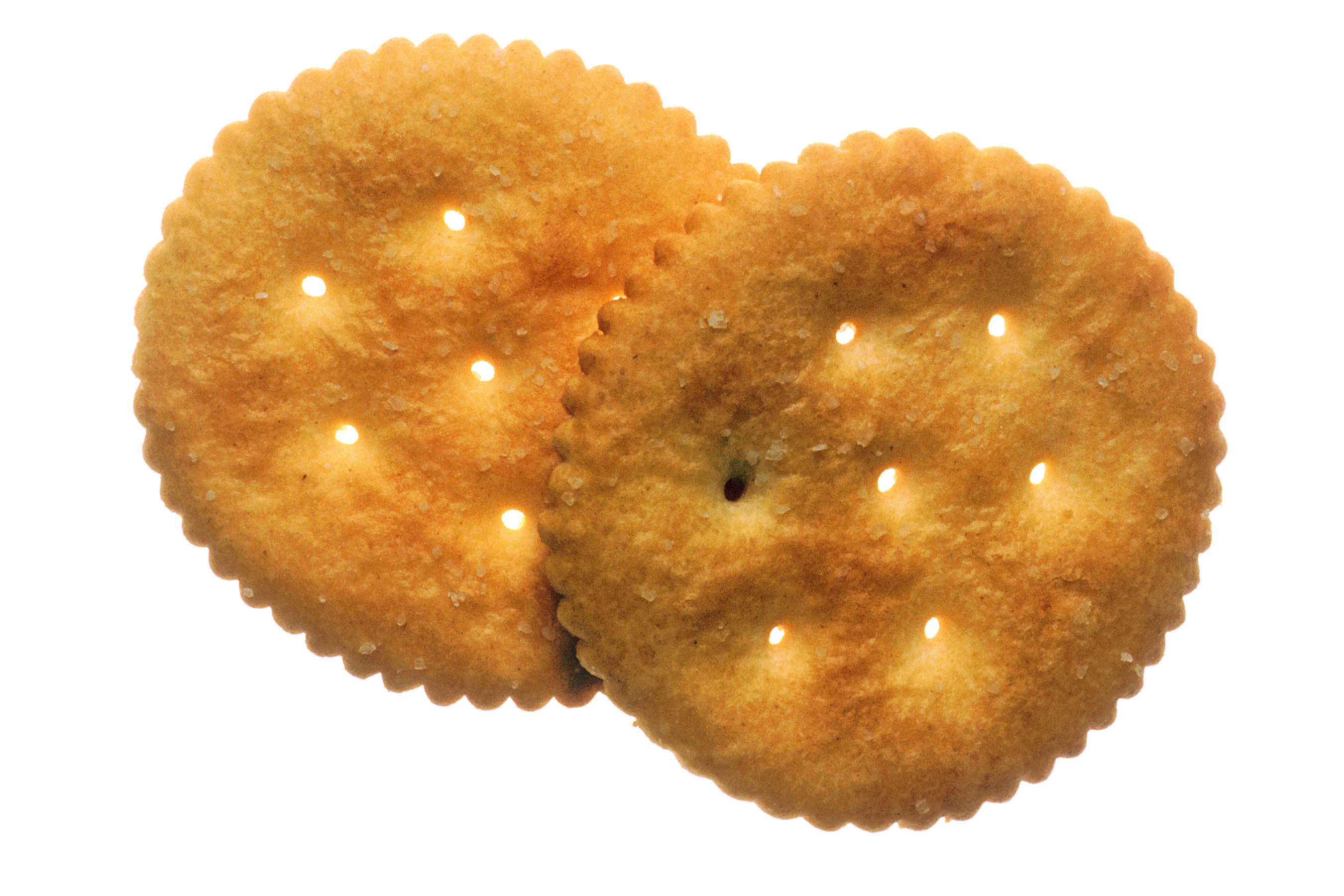
リッツ
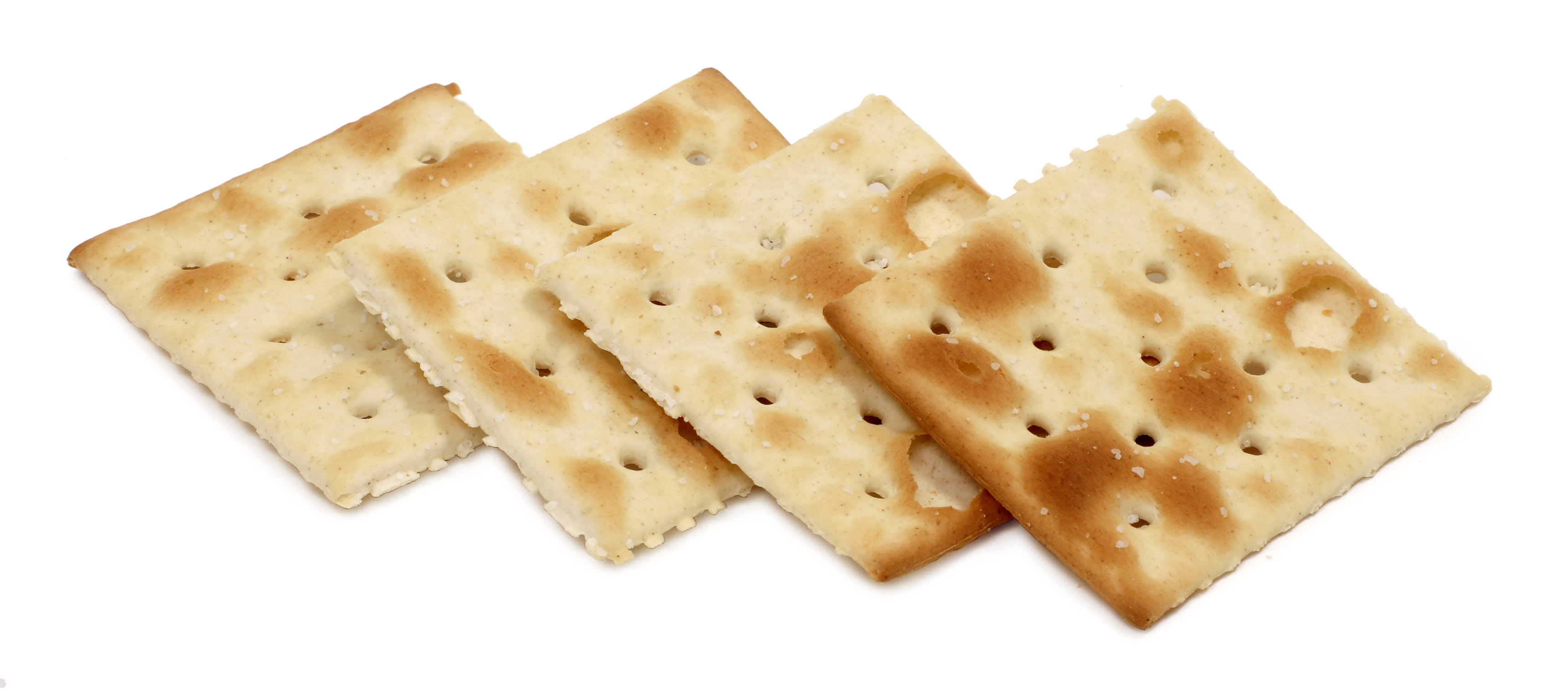
ソーダクラッカー
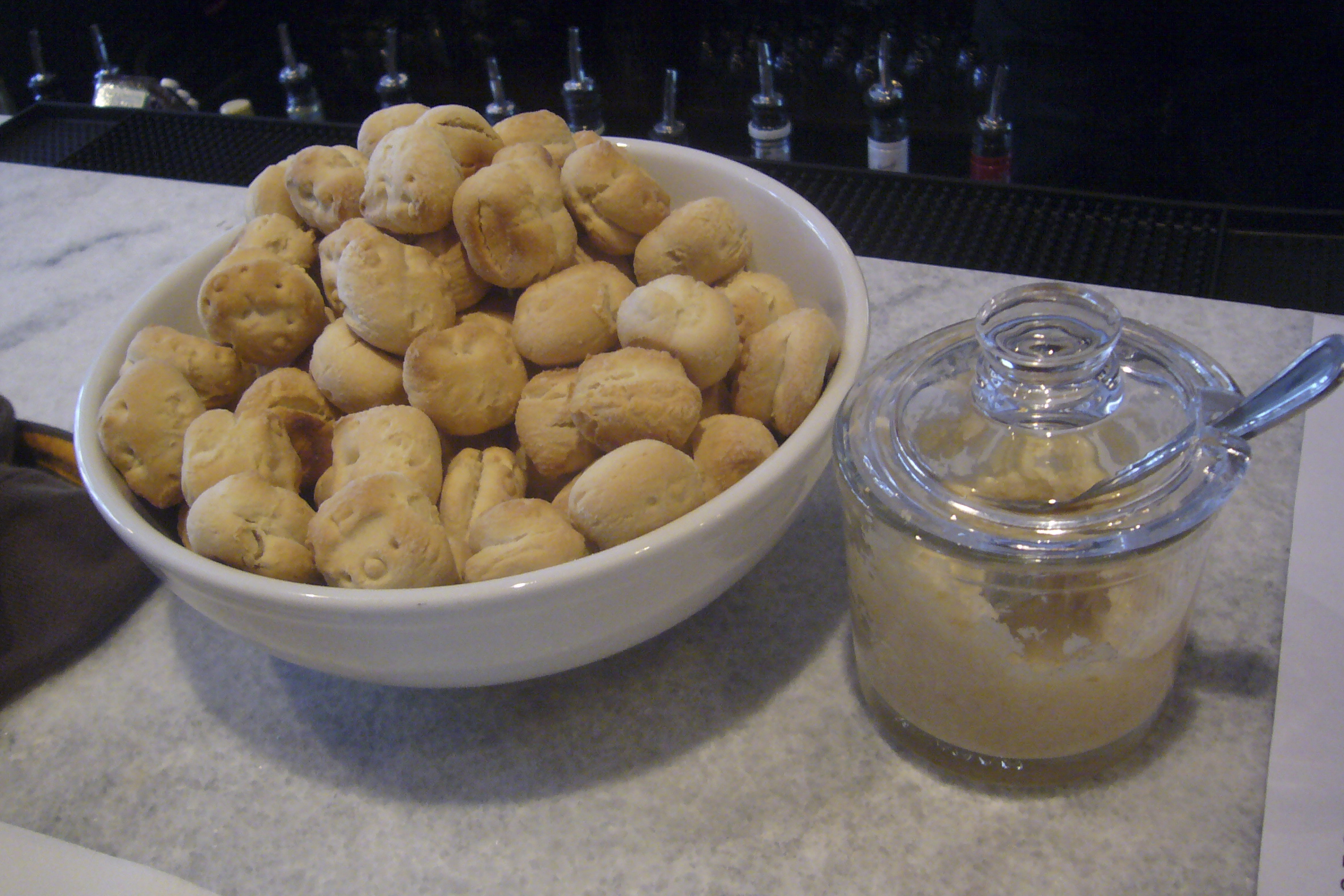
ボウルに入ったオイスタークラッカー
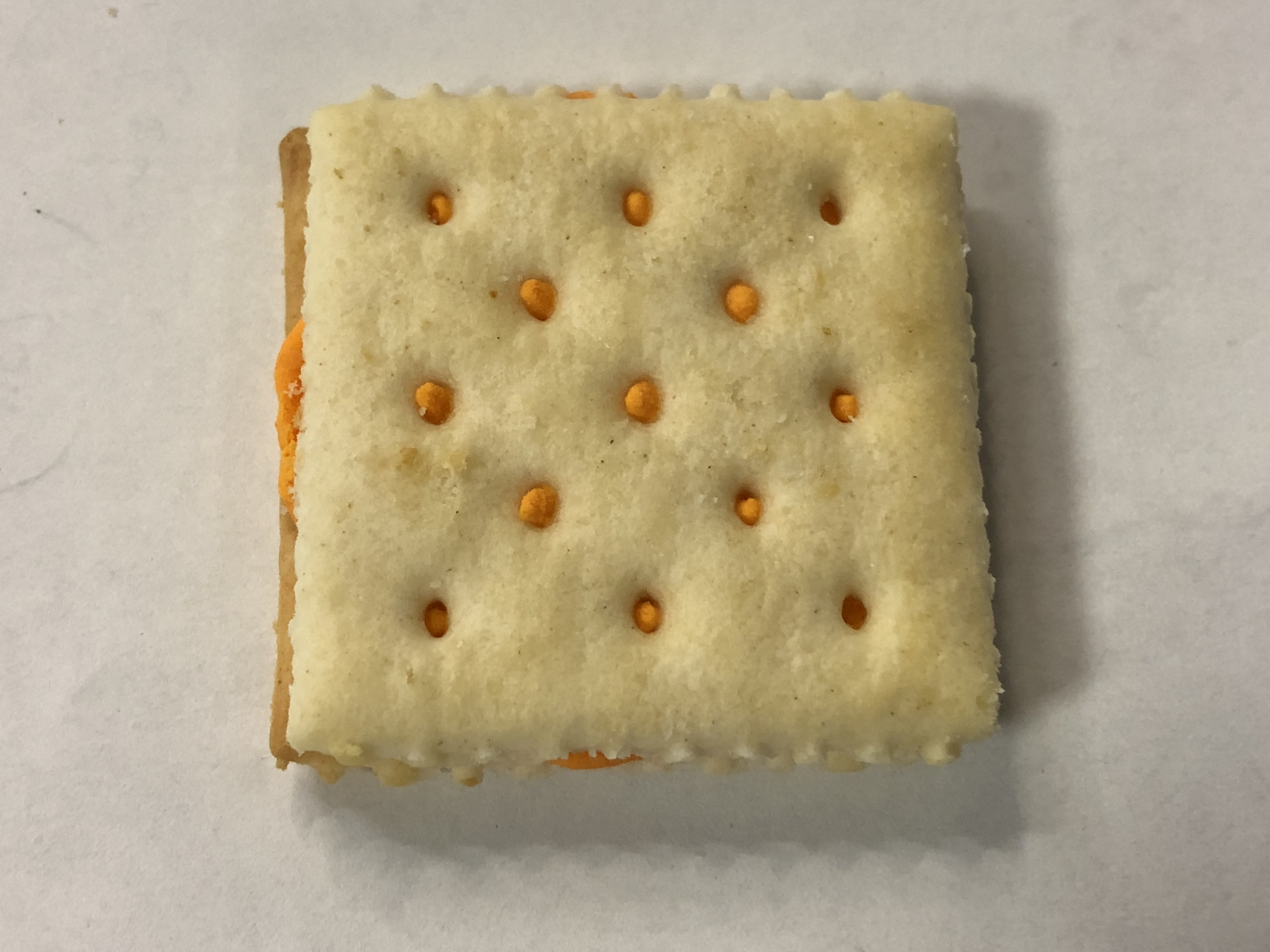
「チートス」という名の商品。クラッカーとチーズは定番の組み合わせで人気があるので、最初から工場で合体した商品として製造している。

## 歴史
1792年、マサチューセッツ州のジョン・ピアスン (John Pearson) がクラッカーの原型を発明した。これが堅パンで、軍隊の糧食などに使われた。
初めてクラッカーと呼ばれるものを作ったのは、1801年のマサチューセッツ州のパン職人、ジョシア・ベント (Josiah Bent) である。焼いている途中の音から、クラッカーと名づけられた。後に、ベントはクラッカー事業をナビスコに売却した。